# Жуково (Гдовский район)
Жуково — деревня в Гдовском районе Псковской области России. Входит в состав городского поселения «Гдов» Гдовского района.
Расположена в 3 км к северу от Гдова, в 1,5 км к западу от автодороги Гдов — Сланцы (Р60) и в 2 км от берега Чудского озера.

## Население
Численность населения деревни по оценке на 2000 год составляет 27 человек, по переписи 2002 года — 25 человек.

## История
До 2005 года деревня входила в состав ныне упразднённой Гдовской волости.